# Liste der namibischen Botschafter in den Vereinigten Staaten

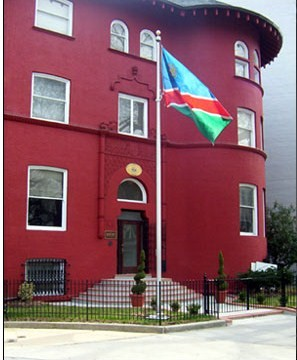
Namibische Botschaft, 1605 New Hampshire Avenue, N.W., Washington, D.C.

Dies ist die Liste der namibischen Botschafter in den Vereinigten Staaten.

## Missionschefs
- 1990–1991: Hinyangerwa Asheeke (* 1952), Geschäftsträger
- 1991–1996: Tuliameni Kalomoh (* 1948)
- 1996–1999: Veiccoh Nghiwete (* 1953)
- 1999–2005: Leonard Nangolo Iipumbu (* 1956)
- 2005–2006: Hopelong Iipinge
- 2006–2010: Patrick Nandago
- 2010–2018: Martin Andjaba
- 2019–2020: Monica Nashandi (* 1959)
- seit 2020: Margaret Mensah-Williams